# Lloyd Williams
Pour les articles homonymes, voir Williams.

a Compétitions nationales et continentales officielles uniquement.

b Matchs officiels uniquement.
Dernière mise à jour le 26 avril 2025.
Lloyd David Williams, né le 30 novembre 1989 à Cardiff, est un joueur de rugby à XV qui joue avec l'équipe du pays de Galles évoluant au poste de demi de mêlée.

## Biographie
Depuis 2010, Lloyd Williams joue en club avec les Blues en Coupe d'Europe et en Celtic league. Son père, Brynmor Williams est également un demi de mêlée international gallois. Il joue pour le pays de Galles avec les moins de 20 ans avec qui il participe au championnat du monde juniors de rugby à XV en 2009. Il joue également pour l'équipe de rugby à sept dans le IRB Sevens World Series. Après la suspension de Mike Phillips, il est pré-sélectionné en juin 2011 dans un groupe de 45 joueurs afin de préparer la coupe du monde. Il fait ses débuts avec l'équipe du pays de Galles le août 20 août 2011 face à l'Argentine. Le 22 août, il est retenu par Warren Gatland dans la liste des trente joueurs gallois qui disputent la Coupe du monde de rugby à XV 2011. Il dispute le match de poule contre la Namibie et marque un essai.
En mai 2023, il est annoncé qu'il fait son départ de Cardiff Rugby pour rejoindre le club anglais d'Ealing Trailfinders à partir de la saison 2023-2024.

## Statistiques en équipe nationale

### En équipe du pays de Galles de rugby à sept
- a participé à six épreuves des IRB Sevens World Series pour l'équipe du pays de Galles

### En équipe du pays de Galles de rugby à XV
Au 31 mai 2023, Lloyd Williams compte 32 sélections avec le pays de Galles, dont sept en tant que titulaire. Il totalise dix points, deux essais. Il obtient sa première sélection le 20 août 2011 à Cardiff contre l'Argentine.
Il participe à cinq éditions du Tournoi des Six Nations, en 2012, 2013, 2016, 2020 et 2021. Il participe à deux éditions de la coupe du monde, en 2011, disputant trois rencontres, face à la Namibie, les Fidji et l'Australie et en 2015 où il joue cinq rencontres, face à l'Uruguay, l'Angleterre, les Fidji, l'Australie et l'Afrique du Sud